# Liste der Monuments historiques in Laversines
Die Liste der Monuments historiques in Laversines führt die Monuments historiques in der französischen Gemeinde Laversines auf.

## Liste der Objekte
| Bezeichnung                                        | Beschreibung                                | Standort                       | Kennzeichnung | Schutzstatus | Datum | Bild |
| -------------------------------------------------- | ------------------------------------------- | ------------------------------ | ------------- | ------------ | ----- | ---- |
| Kreuzwegstationen (signiert: C. Lévêque, Beauvais) | Fayence und Holz, Ende des 19. Jahrhunderts | in der Kirche St-Martin (Lage) | PM60005245    | Inscrit      | 2015  |      |